# Биказ (ущелье)
Биказ (рум. Cheile Bicazului — Ключи Биказа, венг. Békás-szoros) — ущелье, расположенное в Восточных Карпатах, в жудецах Нямц и Харгита, на северо-востоке Румынии. Высокие скалы ущелья разделяет горная река Биказ. Самое глубокое и протяжённое ущелье в Румынии; соединяет провинции Молдова и Трансильвания.
Здесь встречается краснокрылый стенолаз — необычная редкая птичка, живущая в скалах; в реке Биказ водится форель. Площадь заповедной зоны составляет 6575 гектаров. Восемь километров вдоль ущелья, часто по серпантину, со скалами с одной стороны и отвесным обрывом с другой, является одной из самых захватывающих дорог в стране. Неподалёку от ущелья, на высоте 980 метров, находится озеро Красное, образовавшееся в XIX веке в результате горного обвала и перекрытия русла реки.